# Людевиг, Николай Юльевич
Николай Юльевич Людевиг (2 мая 1877, Либава, Российская Империя — 20 апреля 1942, Ленинград, СССР) — российский и советский яхтсмен, организатор парусного спорта, педагог, конструктор яхт и буеров.

## Биография
Родился в Либаве в семье земского врача Юлия Васильевича Людевига, получившего личное дворянство за самоотверженную работу во время холерных эпидемий. После переезда семьи в Санкт-Петербург учился в реформатском училище, позднее в гимназии Петришуле. Хорошо рисовал, посещал рисовальную школу Штиглица, однако из-за дальтонизма художественная карьера не состоялась. Тот же дальтонизм помешал избрать профессию моряка, о которой он мечтал.
Поступил на службу агентом в классификационное и страховое общество «Русский Ллойд». Желание ходить на яхтах привело его в 1903 года в яхт-клуб «Гаванское парусное общество». В 1904 году приобрёл шхуну водоизмещением 3 тонны, названную «Буревестник». Начиная с навигации 1905 года стал показывать завидные результаты — выиграл представительные гонки на приз Почётного командора Петербургского речного яхт-клуба и неоднократно занимал призовые места в других парусных соревнованиях, выступая на редкость стабильно. В числе его трофеев были самые престижные в России кубки — командора Речного яхт-клуба, начальника Балтийского завода М. И. Кази, Гвардейского экипажа, высочайше утверждённого Невского яхт-клуба, Министерства торговли и промышленности.
В 1912 году был организован «Российский парусный гоночный союз», в состав которого избирались наиболее авторитетные спортсмены. Н. Ю. Людевиг стал членом технического отделения союза, ему присвоили звание «присяжного мерителя». С этого момента начинается плодотворная организационная деятельность Николая Юльевича. Был избран вице-командором Петербургского Морского яхт-клуба, в который накануне Первой мировой войны было преобразовано Гаванское парусное общество.
Увлекался буерами. Вспоминая буерные сезоны 1913 и 1914 годов, адмирал Ю. А. Пантелеев называл Людевига Н. Ю. опытнейшим буеристом и конструктором буеров: он был одним из создателей мощного буера «русского» типа — «чертогона» с грузовой площадкой.

### Служба на флоте
С началом Первой мировой войны Николай Людевиг записался добровольцем во флот. Был назначен на броненосный крейсер «Пересвет» для перегона из Владивостока через Суэцкий канал в Средиземное море и далее вокруг Европы. 4 января 1917 года крейсер вышел в море из Порт-Саида и, пройдя всего 10 миль, взорвался и погиб. Людевиг находился в воде два с половиной часа и был спасён. Этот эпизод подробно описан в книге в книге Николая Черкашина «Судеб морских таинственная вязь» (1990).

### Советские годы
Первые послереволюционные годы парусный спорт переживал кризис: часть яхт ушла за границу, часть была брошена и расхищалась. Для организации морского всевобуча решено было использовать крупные яхты и шлюпки. Николай Людевиг вошёл в комиссию по национализации и комплектованию имущества яхт-клубов. Он составил первые учебные программы подготовки как тренеров, яхтенных капитанов, так и матросов. Его же назначили председателем первой в РСФСР квалификационной комиссии по парусному и буерному спорту. Он же вёл и морскую практику. Летом 1919 г. военная обстановка под Петроградом усложнилась наступлением Юденича и появлением на Балтике английских кораблей. В августе всякое плавание в Невской губе было временно запрещено, а вооруженным отрядам всевобуча было приказано патрулировать на яхтах и шхунах на линии дозора: Лахта — дамба Морского канала. Яхтсмены с честью выполняли все задания командования.
Всевобуч в 1924 году передал все уцелевшие суда и яхт-клубы профсоюзам, перед которыми ставилась задача развития физкультуры и массового спорта среди рабочей молодёжи. Первым на базе бывшего Императорского Речного яхт-клуба был организован Парусный клуб ЛГСПС (позднее ЛОСПС и ВЦСПС). Николай Людевиг вошёл выборное правление клуба.
Николай Людевиг стал автором первого в СССР учебника по парусному спорту: «Парусный спорт. Элементарное руководство для любителей». Книга была выпущена Ленинградским Губпрофсоветом в 1925 году и в довоенные годы трижды переиздавалась немалыми тиражами (например, 3-е издание вышло тиражом 10000 экз.). Этот учебник, написанный чётко и ясно, помог вырастить не одно поколение советских яхтсменов. С середины 20-х годов ХХ-го века был председателем парусной секции Ленинградского областного совета по физической культуре (ЛОСФК).
В 1927 году Людевиг был капитаном на гафельном шлюпе «Текстильщица» во время эскадренного плавания пяти советских яхт в Финляндию и Швецию.

### Конструкторские разработки
Благодаря накопленному опыту, начиная с 1929 года Людевиг становится известен уже и как профессиональный конструктор ряда малых рыбопромысловых судов. При самом деятельном его участии создавались и первые советские «Правила классификации, постройки и обмера спортивных парусных судов», разработанные в 1932 году и существенно усовершенствованные в 1935 году. Эта классификация, воплощавшая идеи Николая Юльевича, предусматривала серийную постройку простых по конструкции и надёжных, пригодных для классных гонок килевых яхт класса «Л» с площадью парусности 30—100 м² а также речных и морских (озёрных) швертботов классов «Р» и «М» с парусностью 10—30 м². По этим правилам до войны было построено около 20 яхт «Л-60», показавших хорошие мореходные качества и сохранившихся до 60-х годов ХХ-го века. Влияние Н. Ю. Людевига ощущалось и в ряде проектов мореходных и вместительных швертботов М-20, которые выпускались очень крупными сериями и сыграли важную роль в «оморячивании» молодёжи. Отличительной чертой Н. Ю. Лодевига как конструктора было новаторство. В частности, это проявилось в освоении им прогрессивного бермудского вооружения, получившего в 20-х годах распространение в Европе и Америке.
В 1934 году по проекту бригады возглавляемой Николаем Людевигом были построены яхты «Ударник» и «Пионер» водоизмещением около 40 тонн, совершившие первое дальнее спортивное плавание в СССР из Ленинграда вокруг Норвегии в Мурманск и далее через Белое море, Беломоро-Балтийский канал, Онежское и Ладожское озёра вернулись в Ленинград.
Людевиг занимался и проектированием буеров. Он предпочитал мощные «русские» буера — площадки, которые могли преодолевать толстый снежный покров и поэтому пользовались популярностью в ленинградских условиях. Свой богатый опыт кораблестроителя Николай Юльевич обобщил в монографии «Деревянное судостроение», которая так и не была издана — помешала война.
В 1935 году Николая Юльевича пригласили на работу в качестве начальника отдела технического контроля на судостроительный завод — осоавиахимовскую (поначалу) верфь имени Каракозова.
Первая блокадная зима оказалась для него очень тяжёлой. В самые страшные месяцы он остался один — супруга по большей части находилась на казарменном положении в Ботаническом институте; дочь, учившаяся в художественном институте имени Сурикова в Москве, была эвакуирована в Самарканд.
Николай Юльевич скончался от дистрофии 20 апреля 1942 года.

## Память
- Яхта «Николай Людевиг» проекта «Л-60», принадлежавшая яхт-клубу «Водник» в Ленинграде.
- Имя Николая Юльевича, наряду с именами других спортсменов Ленинграда, выгравировано на мемориальной доске в вестибюле Комитета по физической культуре и спорту Санкт-Петербурга по адресу: Миллионная улица, дом 22.

## Семья
- Дочь — Ольга Николаевна Людевиг — художник (родилась в 1921 году)[6].
- Внук — Мещанинов, Пётр Николаевич (1944—2006) — пианист, дирижёр, теоретик музыки.